# リヴ・イット・アップ
『リヴ・イット・アップ』（Live It Up）は、1990年にアトランティック・レコードからリリースされたクロスビー、スティルス＆ナッシュの6枚目のスタジオ・アルバムであり、トリオ編成では4枚目のスタジオ・アルバムである。ビルボード200で最高57位、現在の売上は30万枚。彼らのスタジオ・アルバムの中で、RIAAからゴールド認定もプラチナ認定も得られなかった最初の作品である。当時はすべてのフォーマット（コンパクトディスク、カセットテープ、レコード）で発売され、後にストリーミング配信も開始された。

## 背景
デヴィッド・クロスビーの出所後、スティーヴン・スティルス、グラハム・ナッシュと再結成し、1987年と1988年にCSNツアーを行った。ニール・ヤングとの『アメリカン・ドリーム』のレコーディングはその数年の間に行われたが、カルテットはプロモーションのためのツアーを行わないことを選択した。このアルバムの評判は芳しくなく、スティルスはこのアルバムを「作為的」だと考えていた。1989年、スティルスとヤングはそれぞれのバンドでツアーを開始し、クロスビーとナッシュはクロスビー＆ナッシュの新譜の制作に取り掛かった。クロスビーは同年、2枚目のソロ・アルバム『オー・イエス・アイ・キャン』もリリースした。スティルスは1989年末のベルリンの壁崩壊の際にクロスビーとナッシュと再結成して演奏し、クロスビー＆ナッシュの新作アルバムのセッションは、代わりにクロスビー、スティルス＆ナッシュの新作へと発展した。アトランティックは、1981年にデイライト・アゲインとなったスティルスとナッシュのプロジェクトにクロスビーを加えることを勧めていた。

## レコーディング
アルバムはロサンゼルス近郊のいくつかのレコーディング・スタジオで録音され、大部分はレコード・プラントで録音されたが、「Live It Up」の一部はオハイオのホーム・ブリュー・スタジオで始まり、プロフェッショナルな場所で仕上げられた。「if Anybody Had a Heart」、「Arrows」、「After the Dolphin」はデヴォンシャー・スタジオで録音され、「(Got to Keep) Open」はキャピトル・レコードのスタジオで録音された。
これらのレコーディングの名目上のリーダーであったナッシュは、このセッションに不安を抱いていた。リーダーという立場に居心地の悪さを感じていたことに加え、「1本のマイクで一緒に歌ったのは1度だけだった。そういう意味では、本当の意味でのCSNのレコードではなかったんだ」と述べたとおりに統一感に欠ける作品となった。
バンドは1990年にこのアルバムのプロモーション・ツアーを行ったが、どの曲もグループのレパートリーには定着せず、「House of Broken Dreams」と「Yours and Mine」だけが1990年以降も何度か演奏された。

## 評価
| 専門評論家によるレビュー | 専門評論家によるレビュー |
| レビュー・スコア         | レビュー・スコア         |
| 出典                     | 評価                     |
| ------------------------ | ------------------------ |
| AllMusic                 | [ 4 ]                    |
| Entertainment Weekly     | C+                       |
| Select                   | [ 6 ]                    |

評価としては、クロスビー・スティルス&ナッシュのアルバムで最も低い作品だと言わざるをえない。
グレッグ・サンドウは『エンターテインメント・ウィークリー』誌で、『リヴ・イット・アップ』はキャッチーだが一般的で頭を使わない曲で占められているとコメントした。彼は、「Yours and Mine」、「Arrows」、そして特に 「After the Dolphin 」は本物の深みと意味を提供しているが、全体的な出来は 「熱狂的なファンにしか愛されないような、妙に味気ないアルバム 」だと付け加えた。
ジェフ・ジャイルズは回顧シリーズ『Whoops!』で『リヴ・イット・アップ』を取り上げ、クロスビー、スティルス＆ナッシュの過去のヒッピー感覚と、このアルバムがレコーディングされた時代の艶やかなプロダクション・バリューを結びつけようとした、恥ずかしいほど失敗した試みだと評価した。彼は、同時代のドン・ヘンリーの『エンド・オブ・ジ・イノセンス』の方が、この組み合わせの試みとしてははるかに成功しているとしている。『AllMusic』誌の回顧レビューで、ウィリアム・ルールマンはバンドの歌唱とセッション・ミュージシャンの演奏の両方を賞賛し、『リヴ・イット・アップ』をクロスビー、スティルス＆ナッシュのスタジオ・アルバムの中で最も弱いものにしているのは、良い曲が全くないことだと論じている。

## 収録曲
| #  | タイトル                    | 作詞・作曲                              | Lead Vocals               | 時間 |
| -- | --------------------------- | --------------------------------------- | ------------------------- | ---- |
| 1. | 「Live It Up」              | Joe Vitale                              | Nash                      | 3:54 |
| 2. | 「If Anybody Had a Heart」  | John David Souther, Danny Kortchmar     | Nash                      | 4:28 |
| 3. | 「Tomboy」                  | Stephen Stills                          | Stills                    | 3:22 |
| 4. | 「Haven't We Lost Enough?」 | Stills, Kevin Cronin                    | Stills with Crosby & Nash | 3:06 |
| 5. | 「Yours and Mine」          | Craig Doerge, David Crosby, Graham Nash | Crosby                    | 4:21 |

| #  | タイトル                   | 作詞・作曲             | Lead Vocals | 時間 |
| -- | -------------------------- | ---------------------- | ----------- | ---- |
| 1. | 「(Got to Keep) Open」     | Stills, Nash           | Stills      | 4:40 |
| 2. | 「Straight Line」          | Tony Beard             | Nash        | 3:12 |
| 3. | 「House of Broken Dreams」 | Nash                   | Nash        | 3:18 |
| 4. | 「Arrows」                 | Michael Hedges, Crosby | Crosby      | 3:51 |
| 5. | 「After the Dolphin」      | Nash, Doerge           | Nash        | 5:05 |

## メンバー
クロスビー・スティルス&ナッシュ
- デヴィッド・クロスビー - バッキング・ヴォーカル、エレクトリック・ギター（3）、リード・ヴォーカル（5、9、10）
- スティーヴン・スティルス - バッキング・ヴォーカル、リード・ギター（1）、ギター・ソロ（2）、リード・ヴォーカル（3、4、6、10）、キーボード（3）、エレクトリック・ギター（3、7）、アコースティック・ギター（4、6）、ベース（6）
- グラハム・ナッシュ - バッキング・ヴォーカル、リード・ヴォーカル（1、2、7、8、10）、アコースティック・ギター（3、8）

参加ミュージシャン
- ジョー・ヴィターレ - キーボード（1、2、5）、ギター・シンセサイザー（1、2、5）、シンセ・ベース（1、3、10）、ドラムス、シンセサイザー（6、8）、パーカッション（7）、シンセ・ストリングス（9）、オルガン（10）
- クレイグ・ダージ - キーボード (2, 5, 7-10)
- ブルース・ホーンズビー - アコースティック・ピアノ (6)、アコーディオン (6)
- マイケル・ランドウ - ギター (2, 10)
- ロジャー・マッギン - ギター (2)
- ピーター・フランプトン - ギター・ソロ (7)
- リーランド・スカラー - ベース (2, 9, 10)
- ボブ・グラウブ - ベース (3, 5, 7, 8)
- マイケル・フィッシャー - パーカッション (2, 10)
- ミチート・サンチェス - パーカッション (3, 6)
- トニー・ビアード：パーカッション・プログラミング（5）、エレクトリック・ギター（7）
- ヴィンス・チャールズ - パーカッション (9)
- ブランフォード・マルサリス - ソプラノ・サックス (2, 9)
- ウィリアムス・ファミリー - アディショナル・ヴォーカル (1)
- ジョン・デヴィッド・サウザー - アディショナル・ヴォーカル (2)
- ランド・ウェザーワックス - サイモン・ジョーンズとハリー・S・トルーマンのラジオ放送の声を含むサウンドデザイン (10)

## 制作
- クロスビー、スティルス＆ナッシュ - プロデューサー
- スタンリー・ジョンストン - プロデューサー、エンジニア (1, 3-9), ミキシング
- ジョー・ヴィターレ - プロデューサー、アディショナル・エンジニア
- ニコ・ボラス - エンジニア (2, 10)
- アレン・アブラハムソン - 追加エンジニア
- レイ・ブレア - 追加エンジニア
- スコット・ゴードン - 追加エンジニア
- チャーリー・パッカリ - 追加エンジニア
- ジム・ミッチェル - 追加エンジニア
- エリック・シリング - 追加エンジニア
- マイク・ボズレー - アシスタント・エンジニア
- ダリル・ドブソン - アシスタント・エンジニア
- ラリー・グッドウィン - アシスタント・エンジニア
- ビル・ドゥーリー - 編集
- ボブ・ラドウィグ - マスターディスク（ニューヨーク・ニューヨーク）でのマスタリング
- ジミー・ワクテル - アートディレクション
- デヴィッド・ピーターズ - カバー・アート
- サラジョ・フリーデン - ロゴタイプ